# Liên hoan phim quốc tế Venezia lần thứ 75

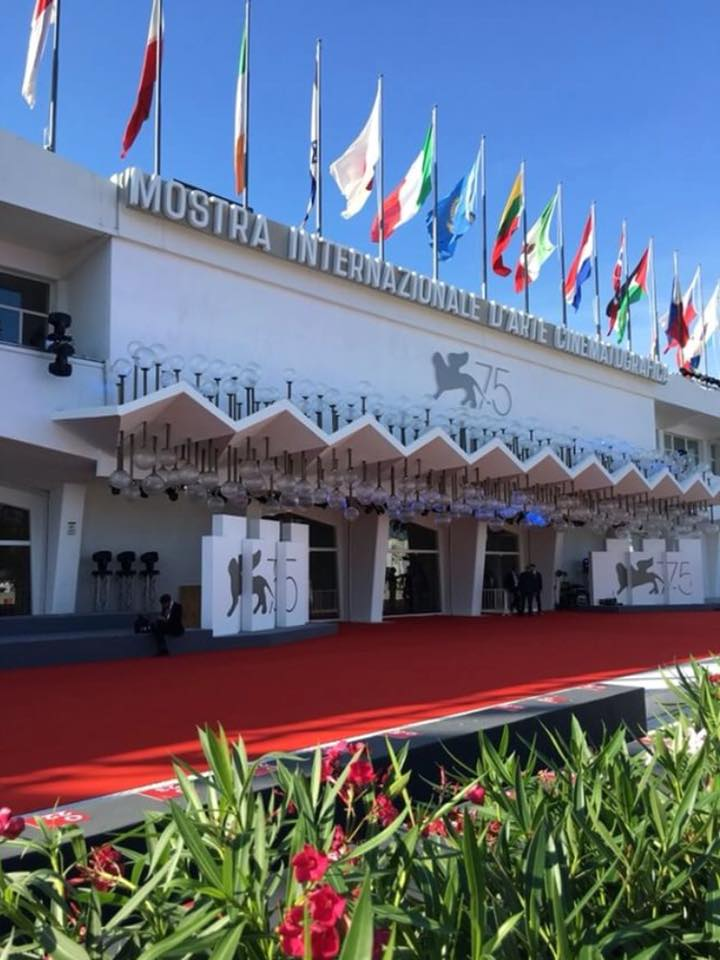
Lối vào cửa chính của Cinema Palace trong liên hoan phim.

Liên hoan phim quốc tế Venezia lần thứ 75 (tiếng Anh: 75th Venice International Film Festival) được tổ chức từ ngày 29 tháng 8 đến 8 tháng 9 năm 2018. Ban tổ chức đã lựa chọn đạo diễn phim người México Guillermo del Toro làm chủ tịch ban giám khảo. First Man do Damien Chazelle đạo diễn là phim chiếu mở màn. Guillermo del Toro cũng được chọn là Chủ tịch Ban giám khảo cho phần tranh cử chính, trong khi Michele Riondino là người chủ trì.
Poster liên hoan phim do nghệ sĩ người Ý Lorenzo Mattotti theo phong cách, "thu hút con mắt, thu hút suy nghĩ nhưng không tiết lộ quá nhiều". Giải Sư tử vàng được trao cho tác phẩm của México Roma do Alfonso Cuarón đạo diễn.

## Giám khảo
Tranh cử chính (Venezia 75)
- Guillermo del Toro, đạo diễn người México (Chủ tịch Ban giám khảo)[1]
- Trương Ngải Gia, nữ diễn viên, ca sĩ, nhà biên kịch, nhà sản xuất và đạo diễn người Đài Loan
- Trine Dyrholm, nữ diễn viên, ca sĩ và nhà viết nhạc người Đan Mạch
- Nicole Garcia, nữ diễn viên, đạo diễn phim và nhà biên kịch người Pháp
- Paolo Genovese, nhà biên kịch và đạo diễn người Ý
- Małgorzata Szumowska, đạo diễn phim, nhà biên kịch và nhà sản xuất người Ba Lan
- Taika Waititi, đạo diễn phim, nhà biên kịch và nam diễn viên người New Zealand
- Christoph Waltz, nam diễn viên người Áo
- Naomi Watts, nữ diễn viên người Anh

### Tranh cử chính
Dưới đây là danh sách phim tham gia tranh cử quốc tế chính:
| Tựa đề tiếng Anh                            | Tựa đề gốc                                  | Đạo diễn                         | Quốc gia sản xuất                      |
| ------------------------------------------- | ------------------------------------------- | -------------------------------- | -------------------------------------- |
| 22 July                                     | 22 July                                     | Paul Greengrass                  | Na Uy, Iceland                         |
| The Accused                                 | Acusada                                     | Gonzalo Tobal                    | Argentina, México                      |
| At Eternity's Gate                          | At Eternity's Gate                          | Julian Schnabel                  | Hoa Kỳ, Pháp                           |
| The Ballad of Buster Scruggs                | The Ballad of Buster Scruggs                | Joel Coen, Ethan Coen            | Hoa Kỳ                                 |
| Capri-Revolution                            | Capri-Revolution                            | Mario Martone                    | Ý, Pháp                                |
| Close Enemies                               | Frères ennemis                              | David Oelhoffen                  | Pháp, Bỉ                               |
| The Favourite                               | The Favourite                               | Yorgos Lanthimos                 | Anh Quốc, Ireland, Hoa Kỳ              |
| First Man                                   | First Man                                   | Damien Chazelle                  | Hoa Kỳ                                 |
| Killing                                     | 斬 (Zan)                                    | Shinya Tsukamoto                 | Nhật Bản                               |
| The Mountain                                | The Mountain                                | Rick Alverson                    | Hoa Kỳ                                 |
| Our Time                                    | Our Time                                    | Carlos Reygadas                  | México, Pháp, Đức, Đan Mạch, Thụy Điển |
| Never Look Away                             | Werk ohne Autor                             | Florian Henckel von Donnersmarck | Đức                                    |
| The Nightingale                             | The Nightingale                             | Jennifer Kent                    | Úc                                     |
| Non-Fiction                                 | Doubles vies                                | Olivier Assayas                  | Pháp                                   |
| Peterloo                                    | Peterloo                                    | Mike Leigh                       | Anh Quốc, Hoa Kỳ                       |
| Roma                                        | Roma                                        | Alfonso Cuarón                   | México                                 |
| The Sisters Brothers                        | The Sisters Brothers                        | Jacques Audiard                  | Pháp, Bỉ, Romania, Tây Ban Nha         |
| Sunset                                      | Napszállta                                  | László Nemes                     | Hungary, Pháp                          |
| Suspiria                                    | Suspiria                                    | Luca Guadagnino                  | Ý                                      |
| Vox Lux                                     | Vox Lux                                     | Brady Corbet                     | Hoa Kỳ                                 |
| What You Gonna Do When the World's on Fire? | What You Gonna Do When the World's on Fire? | Roberto Minervini                | Ý, Hoa Kỳ, Pháp                        |

Tựa đề in đậm chỉ phim giành giải Sư tử vàng.

## Giải thưởng
Dưới đây là danh sách giải thưởng chính thức được trao tại ấn bản lần thứ 75:
Tranh cử chính
- Sư tử vàng: Roma của Alfonso Cuarón
- Giải thưởng lớn của Ban giám khảo: The Favourite của Yorgos Lanthimos
- Sư tử bạc: The Sisters Brothers của Jacques Audiard
- Cúp Volpi cho nữ diễn viên xuất sắc nhất: Olivia Colman cho The Favourite
- Cúp Volpi cho nam diễn viên xuất sắc nhất: Willem Dafoe cho At Eternity's Gate
- Giải Kịch bản xuất sắc nhất: The Ballad of Buster Scruggs của Anh em nhà Coen
- Giải đặc biệt của Ban Giám khảo: The Nightingale by Jennifer Kent
- Giải Marcello Mastroianni: Baykali Ganambarr cho The Nightingale